# Ярмолинецький професійний ліцей
Ярмолинецький професійний ліцей — професійно-технічний навчальний заклад у районному центрі селищі міського типу Ярмолинцях Хмельницької області.

## Загальні дані
Ярмолинецький професійний ліцей розташований за адресою:
вул. Пушкіна, буд. 2, смт. Ярмолинці—32100 (Хмельницька область, Україна).
Директор навчального закладу — Василь Михайлович Мельник.

## З історії, сьогодення та перспективи ліцею
Ярмолинецький професійний ліцей був заснований як Ярмолинецька філія Хмельницького ПТУ № 8, що відкрилася 2001 року.
Згодом навчальний заклад був організовананий у професійний ліцей, який став першим в області окремим професійно-технічним навчальним закладом.
За роки існування ліцеєм (станом на кінець 2009 року) підготовлено понад 600 кваліфікованих робітників для галузей промисловості, будівництва району та області.
У теперішній час (кінець 2000-х років) ліцей пропонує навчання з 11 професій, серед яких найбільш затребувані на ринку праці: муляр-штукатур та лицювальник-плиточник, електрогазозварник, а також єдине в області поєднання фахівців рідкісних професій: слюсар з ремонту авто і лісоруб.
Сьогодні навчально-виховний процес у Ярмолинецькому професійному ліцеї здійснюється в триповерховому корпусі, де навчається 412 учнів (навчальний сезон 2009/2010) для яких обладнано 16 навчальних кабінетів, 1 лабораторія, актовий зал, їдальня, бібліотека з читальним залом. У двоповерховому навчально-виробничому корпусі обладнано 6 навчально-виробничих майстерень, лабораторія та 2 кабінети спецдисциплін. Заняття з фізичної культури та спортивні секції проводяться у культурно-спортивному комплексі райцентру. Для проживання учнів обладнано 2 гуртожитки на 120 місць.
Важливим питанням є працевлаштування випускників ліцею — з цією метою навчальний заклад має двосторонні домовленості з понад 120-ма підприємствами, які замовляють певну кількість фахівців тієї чи іншої професії. На сьогодні ліцей найбільше співпрацює з Ярмолинецьким ЗАТ «Агробуд», ЗАТ «Оріон», Дунаєвецьким хлібокомбінатом, Красилівським агрегатним заводом, «Хмельницьклегпромом», РБК «Модерн», Віньковецьким сирзаводом, а також Ярмолинецькими сільськогосподарськими підприємствами «Берегиня», «Колос», «СТІОМІ-Холдінг», «Хорос-Плюс» тощо. Випускники ліцею, які успішно навчалися і мають бажання надалі продовжити навчання, можуть здійснити це, вступивши до середніх спеціальних та вищих навчальних закладів, з якими теж укладена угода про співпрацю.
У найближчому майбутньому керівництво ліцею має на меті відкрити нові спеціальності, які є затребуваними на ринку праці: водій категорії «В» і «С» та кравець, задля яких готується матеріальна база.

## Випускники
- Хоптяр Сергій Вікторович (1996—2016) — старший солдат Збройних сил України, учасник російсько-української війни.

## Виноски
1. ↑  Перелік професійно-технічних навчальних закладів Міністерства освіти і науки України, в яких здобувають робітничі професії учні з вадами фізичного та (або) розумового розвитку [Архівовано 19 жовтня 2007 у Wayback Machine.] на Державна Служба зайнятості України [Архівовано 6 липня 2008 у Wayback Machine.]